# Óbudai Malom
Az Óbudai Malom egy budapesti élelmiszeripari üzem, gőzmalom volt.

## Története
A 19. század végén a nagy iparfejlődés során számos gőzmalom épült Budapest területén. Az Óbudai Malom eredetileg Magyar Királyi Honvéd Élelmezési Raktárnak épült a mai Vörösvári út – Hunor utca – Hévizi út által közrefogott területen. Az épület építési ideje nem pontosan ismert, 1895 és 1908 között lehetett. Kezdetben ugyan valóban laktanyaként működött, de az 1930-as évektől már biztosan malommá alakították át. Iparvágány kapcsolata is volt a Hévízi utcai összekötővágány (Vörösvári úti villamos – Szentendrei HÉV Filatorigáti pályaudvara) felé.
Évtizedeken keresztül malom volt, ilyen irányú tevékenységét az 1980-as években fejezte be. Ezt követően hosszú időn át lepusztult állapotban volt, míg a 2010-es években felújították, tetőrészét átépítették.

## Képtár

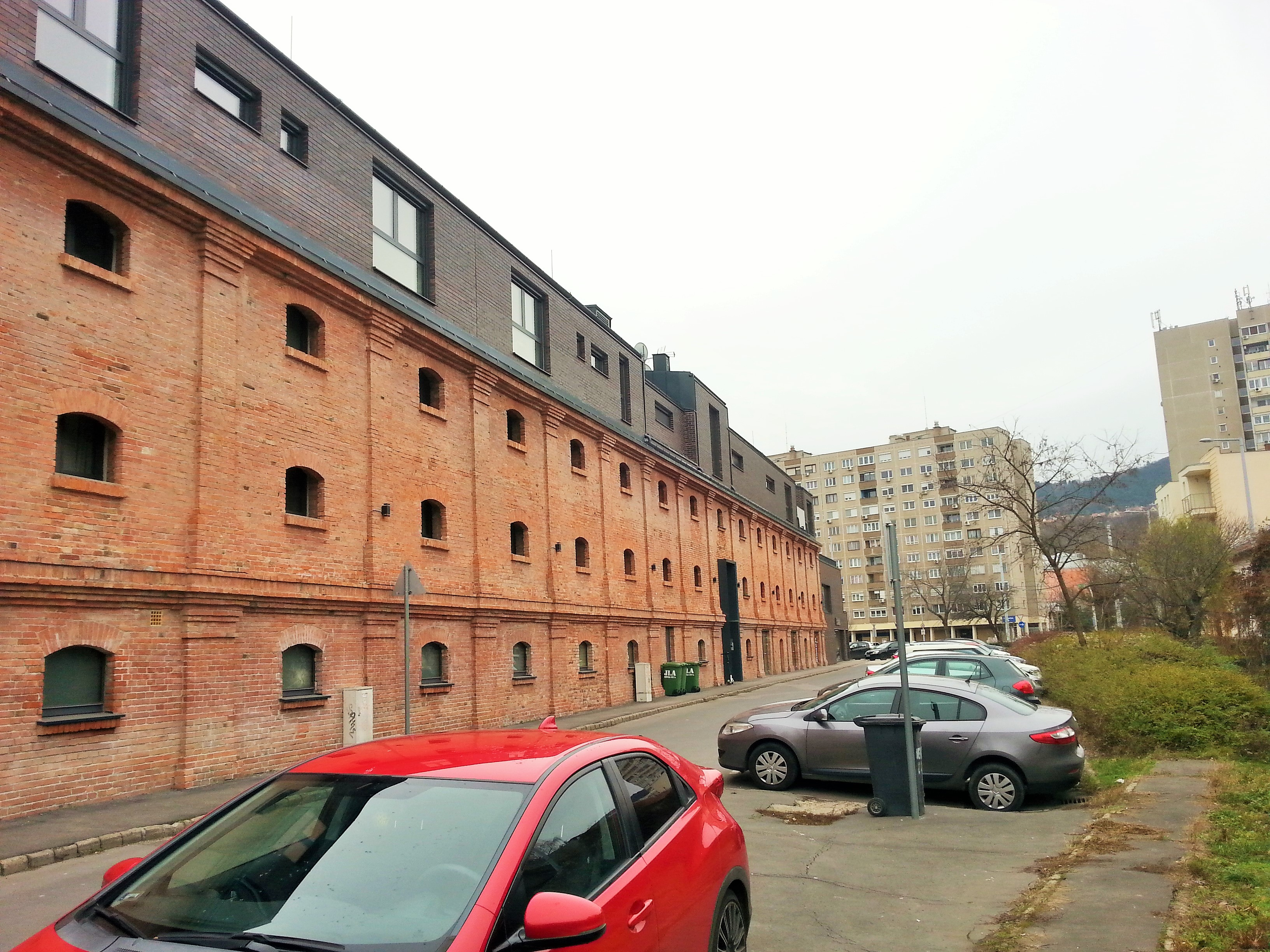
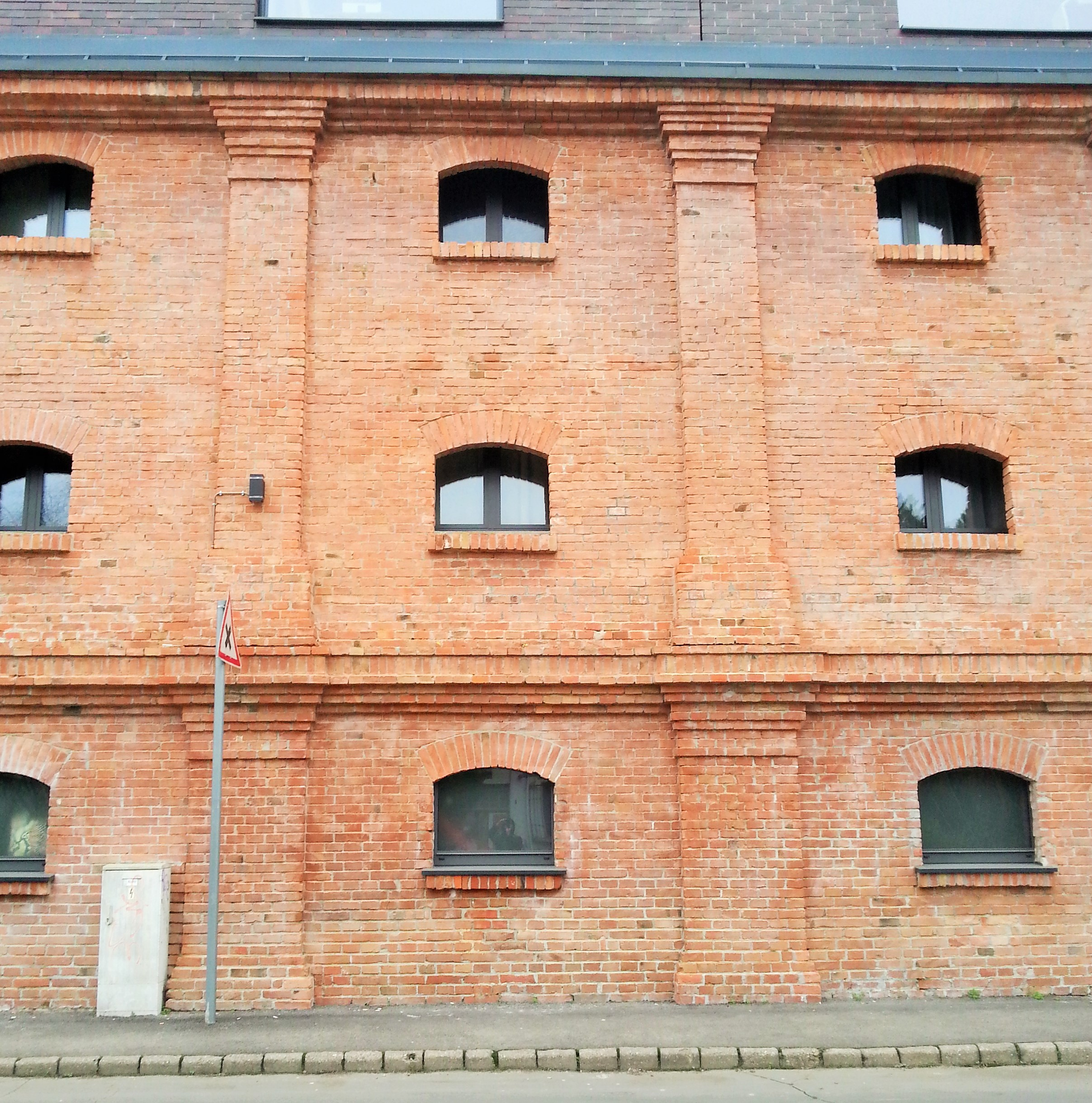
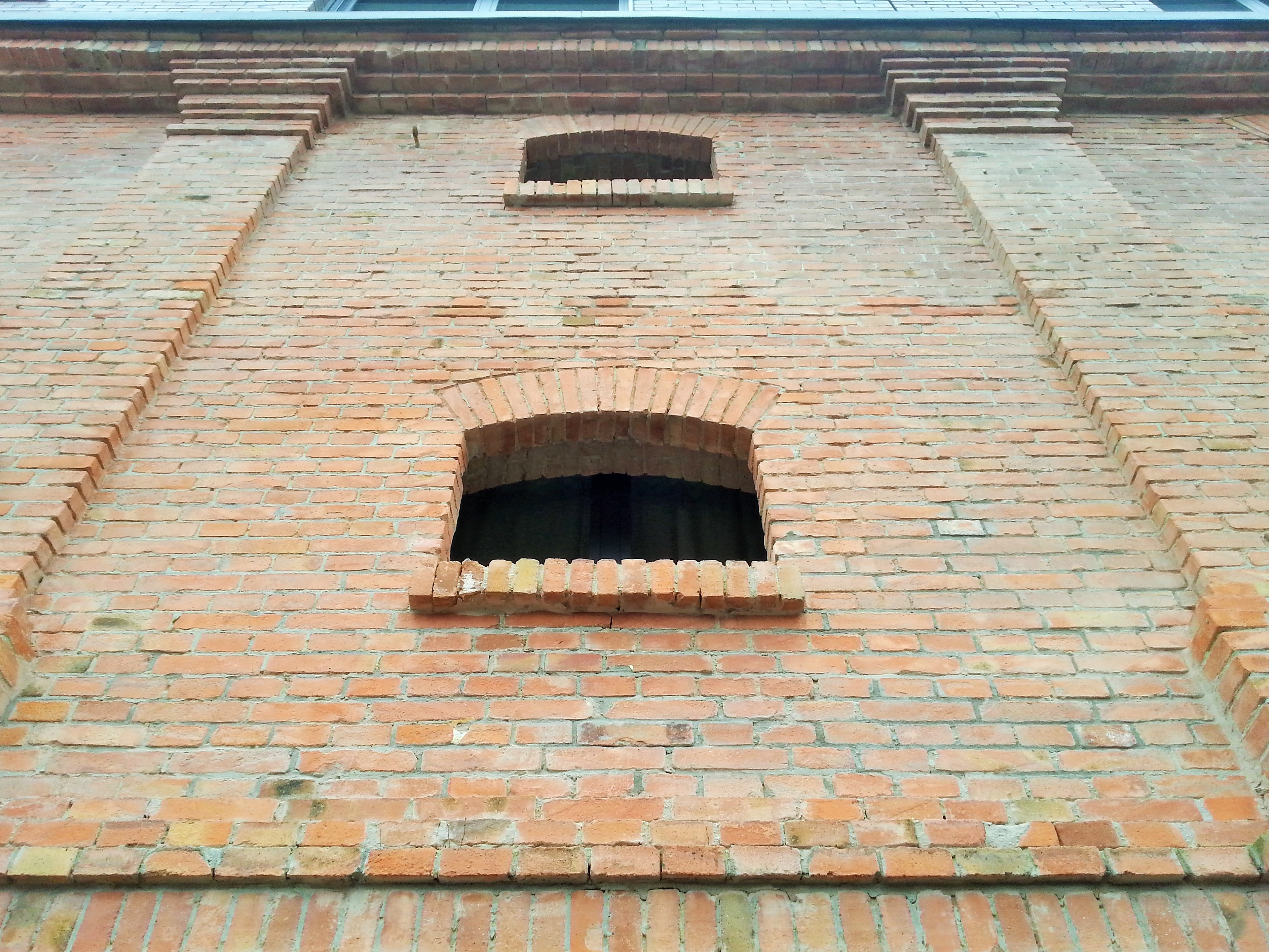
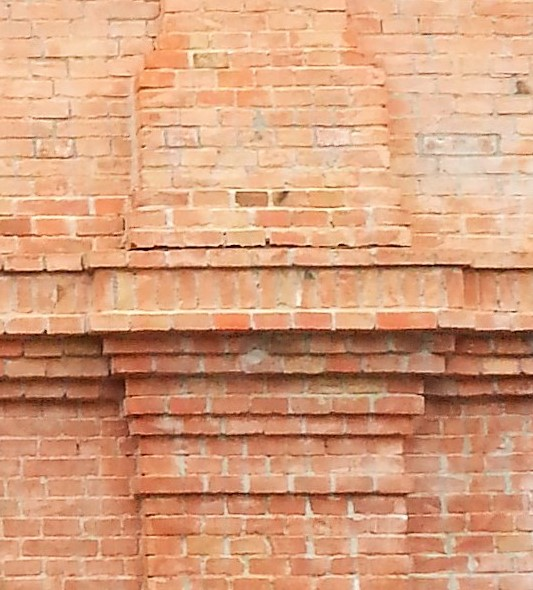
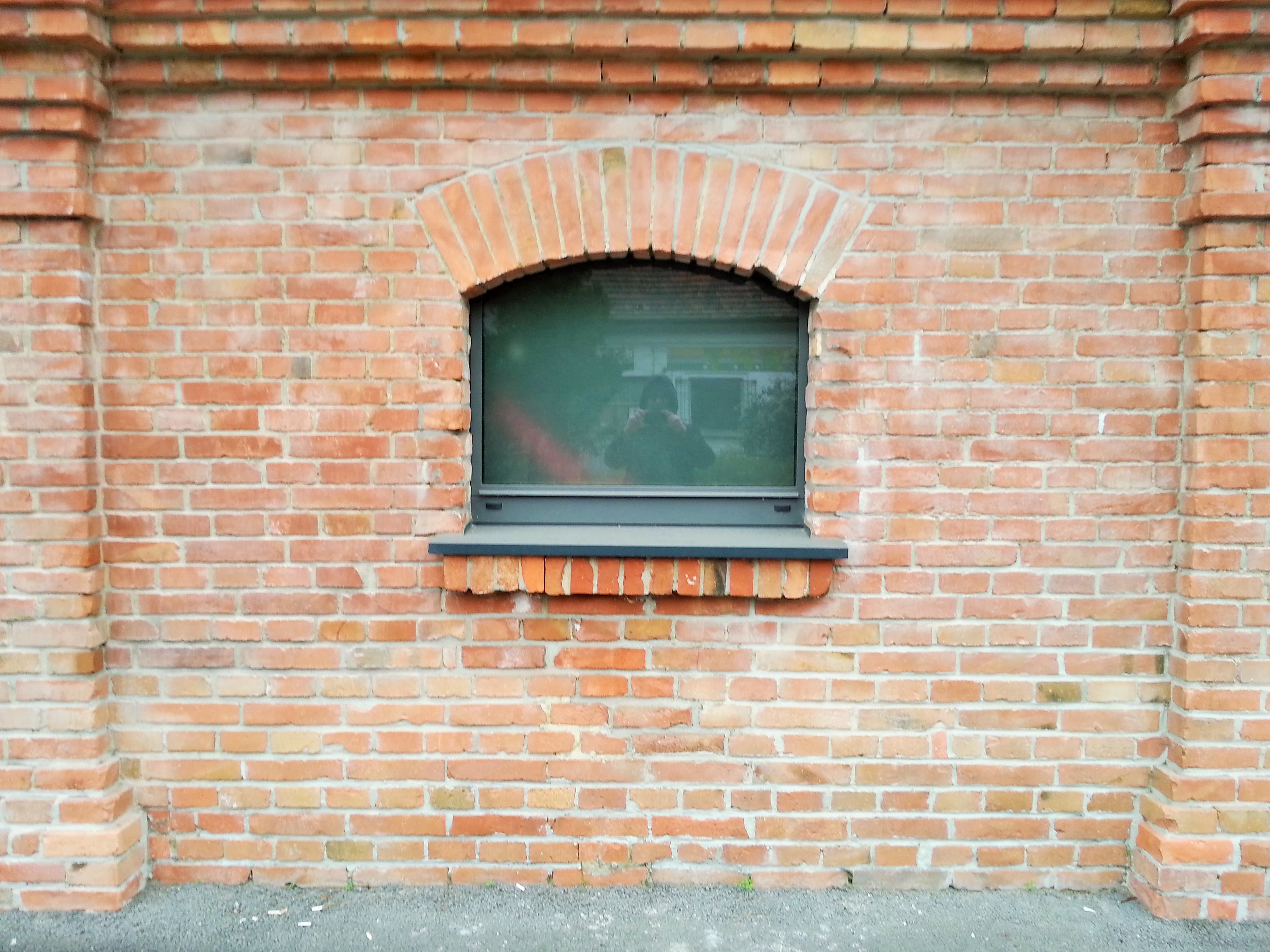
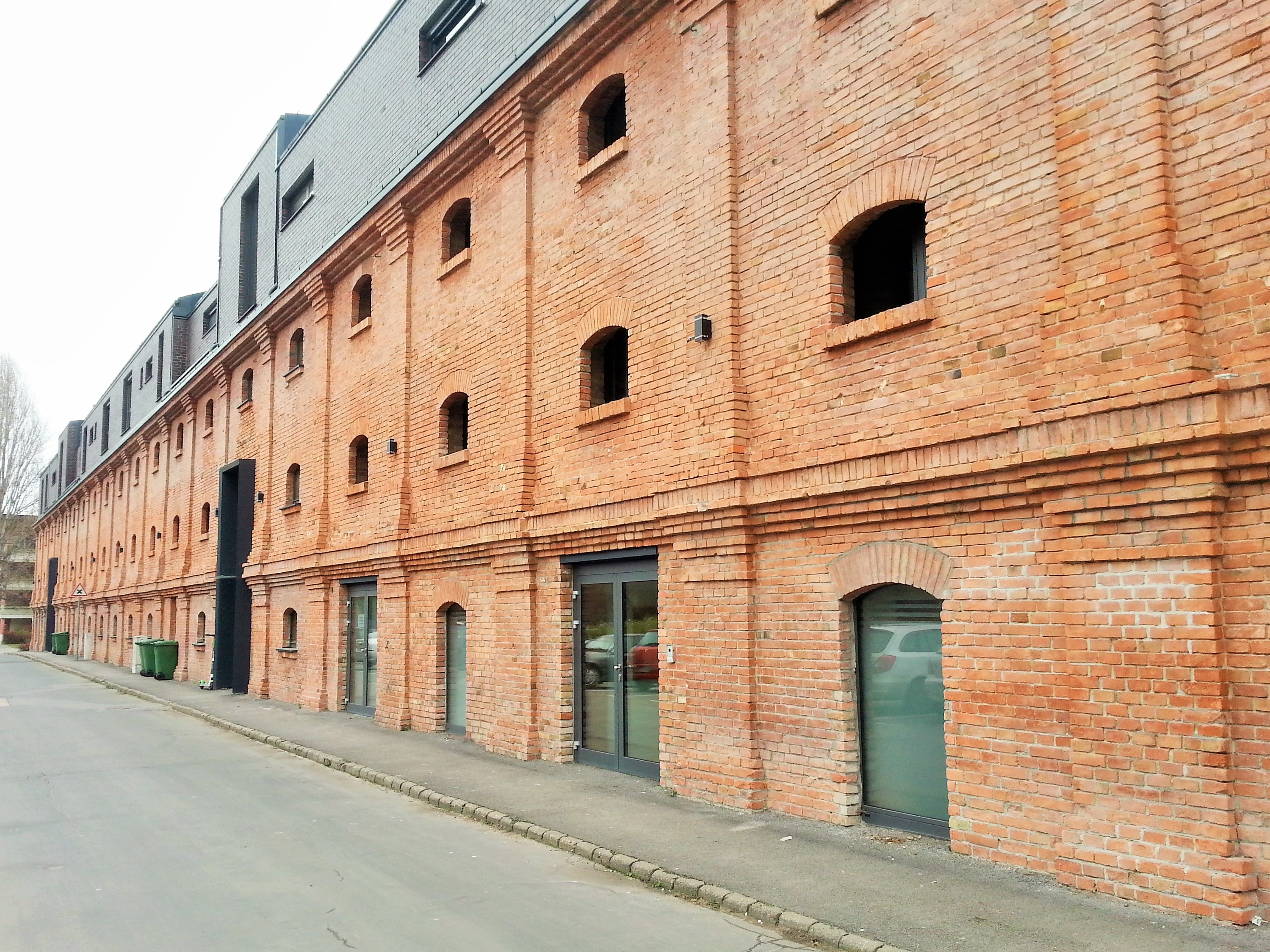
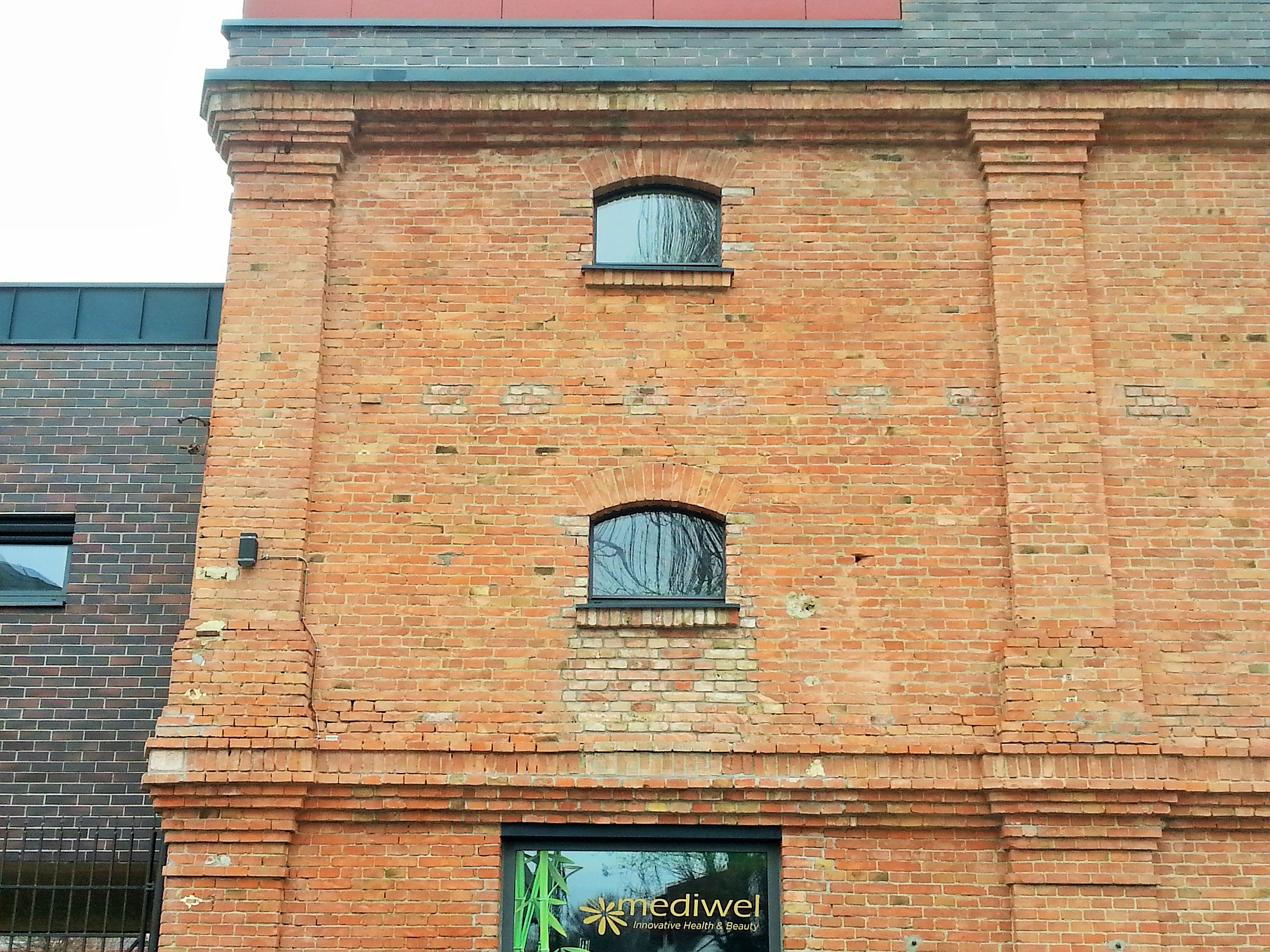
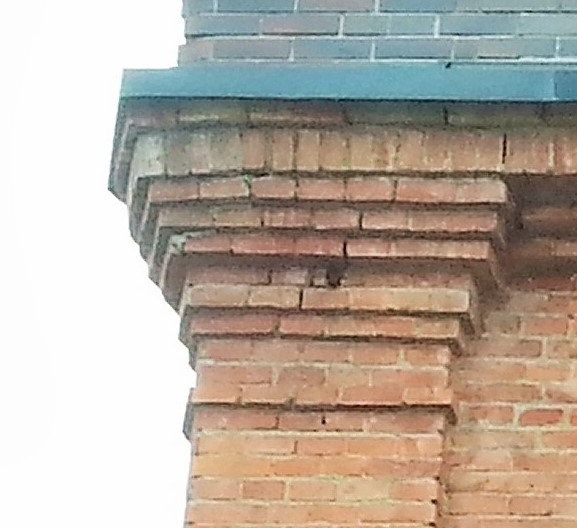
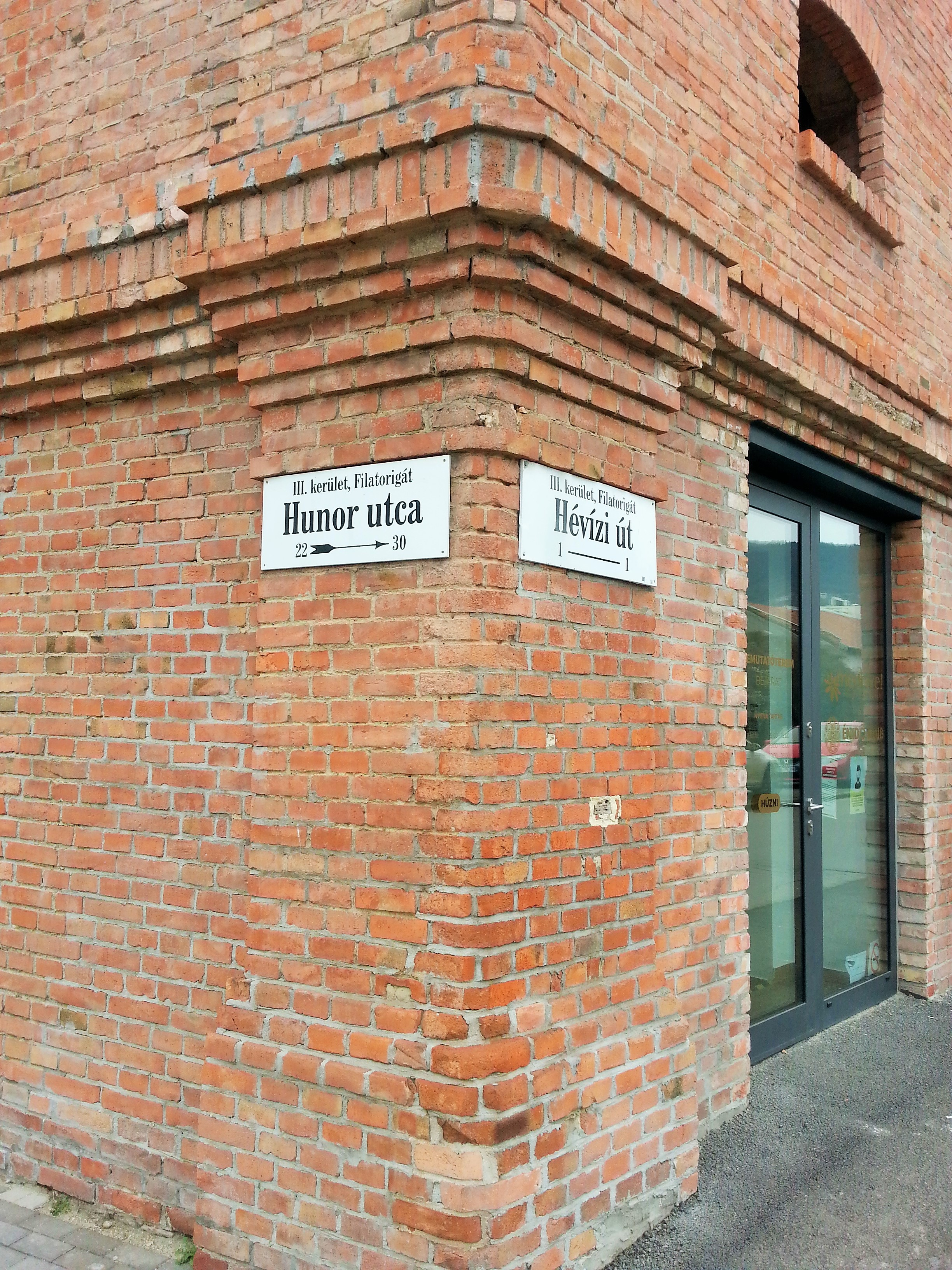
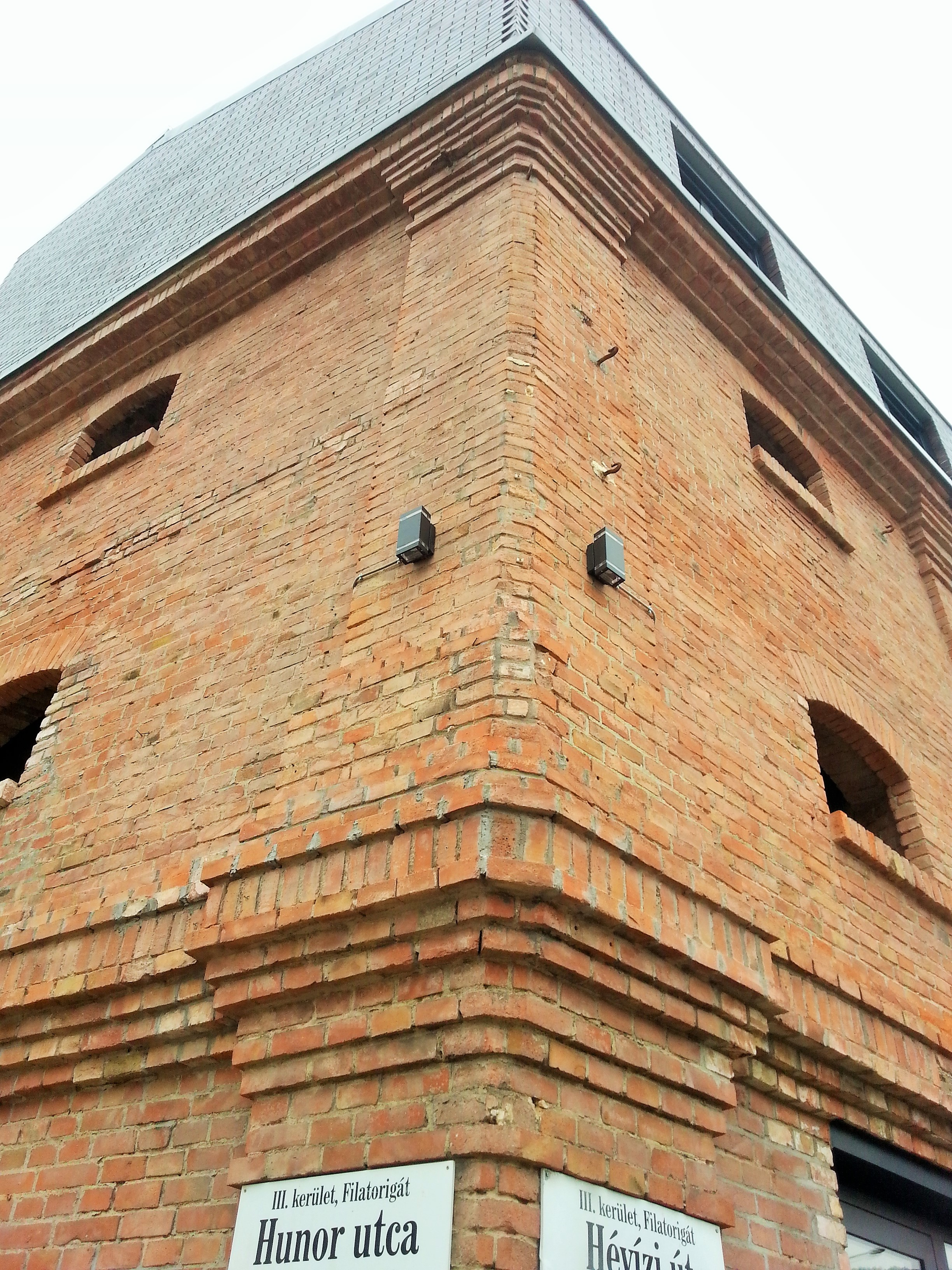

## Egyéb irodalom
- Sugár Péter: A praktikum poétikája. Jazz Loft Aquincum apartmanház, Óbuda (jazzloft.hu)